# Patalino
Domingos Carrilho Demétrio (n. 29 de Junho de 1922 no Elvas, Portugal - 28 de Julho de 1989), foi um jogador de futebol internacional português.

## Início
O seu pai tinha fama de ser grande campeão do jogo da pata, um jogo tradicional disputado com dois paus, e daí Domingos Carrilho Demétrio, ter ido dar em Patalino.
Um rapaz humilde, que com apenas 18 anos, iniciou a sua carreira no Clube de Futebol "Os Elvenses" da liga Regional, pelo que se sabe era um jogador que tinha técnica e grande capacidade de finalização, sendo o indiscutível marcador. No ano seguinte, foi contratado pelo Sport Lisboa e Elvas, filial elvense do Benfica, o qual o emprestou ao Lanifícios de Portalegre, tendo voltado na época seguinte ao S. L. Elvas.
O Real Madrid teve intenção de contratar Patalino, que recusou por não querer deixar a sua Elvas natal. Também o Bordeaux e o Sporting teriam manifestado interesse mas Patalino declarou em entrevista à Stadium que só um convite do Benfica o faria repensar.

## Primeira Divisão
Em 1942, voltou para o  S. L. Elvas tendo participado na subida à primeira divisão dois anos depois. O clube por motivos de divergências com o Benfica sofreu alterações na estrutura, tendo-se fundido com a filial do Sporting, o Sporting Clube Elvense. Desta forma, formou-se o O Elvas Clube Alentejano de Desportos. Durante as épocas seguintes, O Elvas viu cumpridos os seus melhores anos nas tabelas de classificação ao lado dos grandes tendo, inclusive, superado grande parte das equipas habituais de  1.ª divisão. A causa deste êxito deveu-se, em grande parte, a Patalino, nome sonante que ecoava por todo o País, um atleta de eleição, notabilizado pelo seu reportório de golos. Marcou 95 golos em 113 jogos pelos conjuntos elvenses.

#### O campeonato do Pirolito
Em 1947/48, Patalino ditou a sorte do campeonato nacional da 1.ª Divisão. Após uma vitória do Sporting sobre o Benfica por 4-1 à 22.ª jornada, os leões tinham via aberta para o título. Mas inesperadamente perderam em Setúbal por 1-0 na jornada seguinte, o que fazia a turma da Luz sonhar outra vez. Só que em pleno estádio do Campo Grande, em Lisboa, Patalino tinha outros planos e com dois golos derrotou o Benfica em casa, tendo os encarnados perdido o campeonato por mera diferença de golos. "Foi por um pirolito", dizia-se à época, em referência ao pequeno berlinde oferecido com um refrigerante do mesmo nome, muito consumido pelas crianças durante o Estado Novo.
Mas em 1950 O Elvas desceu de divisão e com duas temporadas em que chegou a ser emprestado ao Sporting, o futebol jogado deixou de ser interessante. Em 1952, Patalino foi contratado pelo  Lusitano de Évora, clube que tinha acabado de subir à 1.ª Divisão.
No clube eborense fez praticamente todos os jogos da temporada de estreia dos lusitanistas na  1.ª divisão, tendo contribuído com 12 golos (incluindo um no Antas e outro em Alvalade) para o brilhante 7.º lugar alcançado. Marcaria um total de 30 golos em 4 temporadas que cimentaram o Lusitano no escalão principal. Aos 34 anos deixaria o Campo Estrela tendo jogado ainda no final da carreira pelo FC Serpa, Luso e Arrentela.

## Seleção Nacional
Com a sua capacidade, foi jogador da Seleção Nacional, onde se notabilizou ao lado de grandes figuras internacionais. Estreou-se pela Seleção B a 3 de maio de 1947 contra a  França numa derrota por 4-2 no  Parq Lescure tendo apontado os dois golos lusos. Faria ainda mais um jogo pela seleção B contra a  Espanha em 1949 no Estádio Riazor.
A estreia como Internacional A deu-se no Estádio Nacional a 15 de maio de 1949 num amigável contra o  País de Gales, sendo titular e tendo marcado também o seu primeiro golo por Portugal. Jogaria ainda dois jogos de preparação em 1951 frente à Itália (derrota por 1-4 no Estádio Nacional do Jamor) e à  Inglaterra, tendo apontado um dos golos de Portugal na derrota por 5-2 em Goodison Park.